# メディアリーヴス
株式会社メディアリーヴス（MediaLeaves, Inc.）は、かつて存在した角川グループ（現：KADOKAWAグループ）の中間持株会社である。旧商号は株式会社アスキー。

## 概要

関連会社の統廃合図

1977年にアスキー出版（アスキーしゅっぱん）として設立。1982年から株式会社アスキーとなり、2002年から現在の社名に変更した。なおメディアワークスとの合併前（2002年 - 2008年）の2代目・株式会社アスキーは、当時の子会社だったアストロアーツが商号を変更したものである。様々な変遷があった後、角川書店グループの持株会社である株式会社角川グループホールディングス（現：KADOKAWA）の傘下で中間持株会社となるが、2010年6月30日の定時株主総会の決議により同年10月1日付で解散し、子会社のエンターブレインに吸収合併された。存続会社であるエンターブレインは、アスキー・メディアワークスと共に2013年10月にKADOKAWAへ吸収合併された。

## 沿革
アスキー時代についてはアスキー (企業) も参照。
- 1977年（昭和52年）
  - 5月24日 - 東京都港区南青山に株式会社アスキー出版（資本金300万円）を設立。初代代表取締役社長は西和彦の父親。
  - 6月 - 『月刊アスキー』を創刊。
- 1978年（昭和53年）10月 - 米国マイクロソフト社と提携。マイクロソフト極東総代理店として株式会社アスキー・マイクロソフトを設立。
- 1980年（昭和55年）11月 - ソフトウェア開発販売部門を株式会社アスキーコンシューマープロダクツとして分離設立。
- 1982年（昭和57年）
  - 5月 - 『月刊アスキー』の別冊として『ログイン』を創刊。
  - 11月 - 本店を東京都港区南青山5丁目11番5号へ移転。
  - 12月 - 商号を株式会社アスキー（ASCII CORPORATION）に変更。
- 1983年（昭和58年）
  - 4月 - 株式会社アスキーコンシューマープロダクツを吸収合併。
  - 6月 - 8ビット機の統一規格「MSX」を提唱。
  - 11月 - 『MSXマガジン』を創刊。
- 1984年（昭和59年）
  - 4月 - 株式会社アスキー・マイクロソフトを吸収して、アスキー本社がマイクロソフトの極東総代理店になる。
  - 11月 - 日本楽器製造株式会社（現：ヤマハ）との共同開発により、MSX2用LSIを開発。
  - 12月 - 任天堂とライセンス契約締結。
- 1985年（昭和60年）
  - 5月 - 商用パソコン通信サービス『アスキーネット』を開始（1997年（平成9年）にサービス終了）。
  - 7月 - カード型データベースソフト「The CARD」発売。
  - 12月 - 委託出版を目的に株式会社ビジネス・アスキー（現：アスペクト）を設立。
- 1986年（昭和61年）
  - 3月 - マイクロソフトとの独占代理店契約を解消。
  - 6月 - 雑誌『ファミコン通信』（現：週刊ファミ通）創刊。
  - 7月 - ソフトウェア流通会社株式会社ソフトウィングの設立に参加。
  - 9月 - 株式会社アスキー総合研究所（現：株式会社角川アスキー総合研究所）を設立。
  - 10月 - 『UNIX Magazine』を創刊。
  - 12月 - マイクロプロセッサの開発を目的とするブイ・エム・テクノロジー株式会社の設立に参加。
- 1987年（昭和62年）4月 - 西副社長が社長に、郡司明郎社長は会長にそれぞれ就任。
- 1988年（昭和63年）1月 - パーソナル通信放送ネットワーク企画株式会社（アスキーネット株式会社）を設立。
- 1989年（平成元年）
  - 2月 - NEXOFT Corporationを設立。
  - 9月21日 - 日本証券業協会に店頭登録。
  - 10月 - 『EYE・COM』（現：週刊アスキー）を創刊。
  - 12月25日 - 株式会社アスキーエクスプレス（現：株式会社東京国際ツアーズ）を設立。
- 1990年（平成2年）
  - 1月 - 『MAC POWER』を創刊。
  - 3月 - 半導体の開発・販売を目的とする株式会社アスキーセミコンダクター（現：アスキー・ブイ・エム）を設立。
  - 4月 - サンリオと共同出資で株式会社キャラクターソフトを設立。
  - 7月 - 『スーパーアスキー』を創刊。
  - 9月 - 買収したベストロン映画株式会社（現：エンターブレイン）をアスキーベストロン映画株式会社に商号変更。
  - 9月22日 - アスキー、アットワーク、ヘラルド・エース、日本ヘラルド映画の配給で、映画「ヘンリー五世」を公開。
  - 12月
    - 『ラップトップ』を創刊。
    - ASCII Entertainment Software, Inc.を設立。
- 1991年 （平成3年）
  - 6月24日 - 株式会社アストロアーツ（現：アスキー）を設立[2]。
  - 7月 - 取締役会での西への解任動議が不成立になり、塚本慶一郎副社長と郡司会長が退社。塚本は後にインプレスを設立。
  - 12月
    - 『Windowsマガジン』を創刊。
    - ダービースタリオンシリーズ第一弾『ベスト競馬・ダービースタリオン』を発売。
- 1992年（平成3年）7月 - 『月刊アスキーコミック』を創刊。
- 1993年（平成5年）
  - 6月
    - 本店を東京都渋谷区代々木4丁目33番10号へ移転。日本興業銀行の橋本孝久が副社長に就任。
    - 『ログアウト』『アプリンク』を創刊。

  - 7月 - 『ネットワークス』『ファミコン通信 攻略スペシャル』を創刊。
- 1994年（平成6年）
  - 6月17日 - マイクロソフト社との合弁会社として株式会社アスキー・ネットワーク・テクノロジー（現：Winテクノロジ株式会社）を設立。
  - 11月 - 『TECH Win』を創刊。
  - 12月 - アスキー三井物産セミコンダクター株式会社（現：アスキー・ブイ・エム）の電子デバイス部門を富士エレクトロニクス株式会社へ譲渡。
- 1995年（平成7年）
  - 1月 - ビジネスソフトウェア部門を米国インフォミックスの日本法人インフォミックスアスキー株式会社に売却。
  - 4月 - 『アスキー・インターネット接続サービス』を開始。
  - 6月 - 『月刊アスキー DOS/V ISSUE』を創刊。
  - 9月 - 『サラブレ』『Undo』『MacPeople』を創刊。
- 1996年（平成8年）
  - 4月1日 - 株式会社サムシンググッドに資本参加して株式会社アスキーサムシンググッドとし、ビジネスソフトウェア部門を営業譲渡。
  - 4月 - 『ファミ通PS』『インターネットアスキー』（現：アスキー ネットJ）を創刊。
  - 5月29日 - 小島文隆常務、宮崎秀規常務、浜田義史常務、塩崎剛三取締役、小笠原直樹取締役ら8役員が退任[3]。小島、宮崎、塩崎、小笠原の4人は7月10日にアクセラを設立。浜田は後にアイキューブネットを設立。
  - 8月 - 株式会社ダイレクト（現：アスコム）を設立。
  - 10月 - カンパニー制に移行。
- 1997年（平成9年）
  - 2月 - 『TECH PlayStation』を創刊。
  - 3月 - 『Mac Tech Japan』を創刊。
  - 5月 - 一般週刊誌『週刊アスキー』を創刊。
  - 7月 - ECモール「アスキー・ラピッド・コマース・サービス」（アスキーストア）を開始。
  - 11月 - デジタル情報ニュースサイト『ASCII24』を開始。
- 1998年（平成10年）
  - 1月 - 当時セガの親会社であった株式会社シーエスケイ（現：SCSK）に対する第三者割当増資し、同社の関連会社となる。
  - 4月 - 『ASCII networkPRO』（現：NETWORK magazine）・『アスキーNT』・『アスキー.PC』を創刊。
  - 6月 - CSK専務兼経理本部長の鈴木憲一が代表取締役社長に就任[4]。
  - 10月 - 第1回〜第7回無担保転換社債（総額200億円）を発行。
- 1999年（平成11年）
  - 6月 - 福冨昇が代表取締役副社長に就任。
  - 9月 - 株式会社アスキーイーシー（現：アスコム）が、ECポータルサイト『e−sekai』を開始。
  - 10月 - 株式会社シーエスケイ（現：SCSK）に対する第三者割当増資し、同社の子会社となる。アスキー・ブイ・エム株式会社をネットワークバリューコンポネンツへ譲渡。
- 2000年（平成12年）
  - 4月1日 - エンタテインメント系出版事業を完全子会社である株式会社エンターブレイン（アスキービジュアルエンタテインメントより商号変更）に譲渡。
  - 4月 - 株式会社アスキー内でeラーニング事業を立ち上げ
- 2001年（平成13年）
  - 5月 - 丸三商事株式会社（現：株式会社ライトワークス）の全株式を取得
  - 7月1日 - eラーニング事業を分離独立（eラーニング事業を丸三商事株式会社へ事業譲渡）させ、株式会社グロービスと株式会社エヌ・ティ・ティ・エックス（現：エヌ・ティ・ティ レゾナント株式会社）との共同出資により株式会社ライトワークスを設立。
  - 10月 - 『アスキーPC Explorer』を創刊。
  - 10・11月 - エー・アイ・アイ株式会社と共同でインターネット版と劇場版がストーリーを相互に補完する映画「シンクロニシティーフェアリーテイル」を公開[5]
  - 12月 - エー・アイ・アイ株式会社にインターネットラジオ放送局「ラジ＠」を譲渡。
- 2002年（平成14年）
  - 3月
    - アスキー・エヌ・ティ（現：Winテクノロジ株式会社）を全株式をCSK（現：SCSK）へ譲渡。
    - 株式会社ライトワークスを全株式をCSK（現：SCSK）へ譲渡。
    - 無償減資（195億35百万円）を実施。株式の無償譲受および消却により、CSKグループから離脱。
    - 第三者割当増資により、ユニゾン・メディア・パートナーズ株式会社の子会社となる。

  - 4月 - 株式会社アスペクトの株式を株式会社セガへ譲渡。
  - 5月 - 教育、マルチメディア関連及びネットワーク関連ソフトウェア事業を株式会社アスキーソリューションズへ譲渡。
  - 6月
    - 小森哲郎が代表取締役社長に就任。
    - 株式会社アスキーイーシー（現：アスコム）の書籍・雑誌の直販事業及びECサイト運営を株式会社オン・ザ・エッヂへ譲渡。

  - 7月
    - アスキーイーシーがアスキー・コミュニケーションズに商号変更。
    - ユニゾン・メディア・パートナーズ株式会社に対する第三者割当増資。

  - 9月
    - 株式会社アストロアーツの営業権を株式会社アストロアーツ（新社）へ譲渡。 一般書部門をアスキー・コミュニケーションズ（現：アスコム）に譲渡。
    - ユニゾン・メディア・パートナーズ株式会社より35億円の贈与。

  - 9月25日 - ジャスダック上場（旧店頭登録）廃止。
  - 10月1日 - ユニゾン・メディア・パートナーズ株式会社と株式交換し、同社の完全子会社となる。本店を東京都新宿区信濃町34番地へ移転。
  - 11月18日 - 株式会社アストロアーツへ分社型会社分割・営業譲渡を行い、株式会社アストロアーツは株式会社アスキー（二代目法人） に商号変更。株式会社アスキーは、株式会社メディアリーヴスに商号変更し、株式会社アスキー（二代目法人）と株式会社エンターブレインの持株会社となる。小森と浜村が代表取締役に就任。
  - 11月21日 - 自動車ニュースサイト「オートアスキー」と燃費計測コンテンツ「e燃費」をインターネット総合研究所の子会社株式会社アイ・アール・アイ コマースアンドテクノロジー（現・株式会社イード）へ譲渡。
- 2003年（平成15年）
  - 9月1日 - 親会社のユニゾン・メディア・パートナーズ株式会社を吸収合併。
  - 11月 - 小森が代表取締役会長に、浜村が代表取締役社長に就任。
- 2004年（平成16年）
  - 3月18日 - 株式会社角川ホールディングス（現：角川グループホールディングス→KADOKAWA）が株式を公開買付けし、同社の子会社となる。
  - 6月 - 佐藤辰男が代表取締役社長に就任。
  - 10月 - 本店を東京都千代田区九段北一丁目13番5号へ移転。
- 2006年（平成18年） - 佐藤が代表取締役会長兼社長に就任。
- 2008年（平成20年）
  - 4月1日 - 角川グループホールディングス傘下のメディアワークスが（新）アスキーを吸収合併し、同日付で「アスキー・メディアワークス」に商号変更。これに伴い、中間持株会社であるメディアリーヴス傘下の直接の子会社企業はエンターブレイン1社のみとなる。浜村が代表取締役社長に就任。
  - 7月 - アスキー・メディアワークスの本社移転に伴い、本社所在地を東京都千代田区九段北（旧アスキー本社）より東京都千代田区三番町6番地1（エンターブレイン本社）へ移転。
- 2010年（平成22年）
  - 6月30日 - 第33回定時株主総会にて、同年10月をもってメディアリーヴスが子会社であるエンターブレインに吸収合併され、メディアリーヴスが解散することが決議された[1]。
  - 10月1日 - 株式会社エンターブレインと合併し解散。

## 子会社
株式会社エンターブレイン
1987年1月にベストロン・ピクチャーズ（英語: Vestron Pictures）の日本配給会社ベストロン映画として設立され、『ダーティ・ダンシング』等を映画配給。1990年7月にアスキーが買収し、9月アスキーベストロン映画に商号変更。映画配給のほかに、ビデオグラムの製造・発売元（ポニーキャニオンに委託販売）となる。1991年4月アスキー映画に商号変更し、『フライド・グリーン・トマト』等の独自で輸入した作品の配給を行う。1997年4月株式会社アスキービジュアルエンタテインメントに商号変更し、『エグゼクティブ・ターゲット』等の輸入作品のビデオグラムの発売やテレビ放映権の販売を行う。2000年4月にアスキーからエンタテインメント系出版事業を譲り受け株式会社エンターブレインに商号変更。2010年10月に親会社メディアリーヴスと合併。2013年10月に親会社KADOKAWAと合併し解散。
株式会社ebクリエイティブ
2006年11月に株式会社エンターブレインの子会社として設立。2015年11月に「ファミ通」「エンタミクス」の編集受託業務を終了。2016年に清算。

## 過去のグループ企業
アスキー
1991年6月に株式会社アストロアーツとして設立。2002年9月に株式会社アストロアーツ（新社）に営業権（天文関連のソフトウェア開発事業及び天文関連出版）を譲渡し、11月に株式会社アスキー（株式会社メディアリーヴス）から営業権を譲り受け株式会社アスキーに商号変更。2008年4月メディアワークスと合併し解散。存続会社のアスキー・メディアワークスは2013年10月にKADOKAWAと合併し解散。
アスコム
1996年8月株式会社ダイレクトとして設立。1998年12月アスキーイーシーに商号変更。 2002年6月に オン・ザ・エッヂに営業権（書籍・雑誌の直販事業及びECサイト運営）を譲渡。7月にアスキー・コミュニケーションズに商号変更し、9月にアスキーから一般書部門を譲り受ける。2003年3月にアスキーとは資本関係がなくなり、6月にアスコムへ商号変更。2008年に民事再生法の適用を申請。マックス・インターナショナル株式会社の関連会社となり、2009年5月に民事再生終了。2020年頃にマックス・インターナショナルから独立。2024年2月に日本創発グループの子会社となる。
アスペクト・エス・ピー・シー
1985年（昭和60年）に書籍出版部門（株式会社ビジネス・アスキー）として設立。1991年に株式会社アスペクトへ商号変更。1999年3月株式会社スパイクの出版事業を継承。2002年4月にセガへ株式を譲渡。2004年頃に独立系出版社となる（オーナーはアスキー創業者の西和彦）。2015年11月アスペクト（新社）に出版事業を譲渡し、アスペクト・エス・ピー・シーに変更。2023年3月に破産手続きを開始
Winテクノロジ株式会社
1994年6月マイクロソフト社との合弁会社株式会社アスキー・ネットワーク・テクノロジーとして設立。2000年1月株式会社アスキー・エヌ・ティに商号変更。2002年3月にCSK（現・SCSK）へ株式を譲渡。2022年10月1日株式会社Minoriソリューションズ（現・SCSK Minoriソリューションズ株式会社）に合併し解散。
株式会社ライトワークス
2001年5月に丸三商事株式会社（1995年11月設立）の全株式を株式会社アスキーが取得し創業。2001年7月に株式会社アスキーのeラーニング事業を譲り受け株式会社ライトワークスに商号変更。2002年3月にCSK（現・SCSK）へ全株式を譲渡。2009年9月に株式会社CSK（現・SCSK）の連結対象子会社から外れる。
エー・ブイ・エム株式会社
1990年3月に株式会社アスキーセミコンダクターとして設立。三井物産電子販売と統合してアスキー三井物産セミコンダクター株式会社に商号変更。 1994年12月三井物産との提携解消に伴い電子デバイス部門を富士エレクトロニクス株式会社へ譲渡し、株式会社アスキーセミコンダクターに商号変更。1997年4月にアスキー･ブイ･エム株式会社へ商号変更。1999年10月にネットワークバリューコンポネンツに全株式を譲渡し、エー・ブイ・エム株式会社に変更。2001年1月にネットワークバリューコンポネンツが三誠興業株式会社へ売却。
東京国際ツアーズ
1989年12月アスキーグループの旅行・航空部門アスキーエクスプレスとして設立。1990年に航空部門をアスキーエアーネットワークとして分離。1999年3月にアスキーから独立し、株式会社ラテーザに商号変更。2015年12月に現商号へ変更。
アイフォー
1996年、アスキーのソフトウェア部門とサムシンググッドが統合し、株式会社アスキーサムシンググッドに商号変更。1998年Webmoney事業を開始。1999年1月にアイフォーに商号変更。2003年に新旧分離を行い、旧社は自己破産した。2008年に新社はイーフロンティアへ吸収合併。
猿楽庁
2001年10月にエンターブレインの子会社となる。2010年3月にポールトゥウィン株式会社に売却。2019年5月にポールトゥウィン株式会社に吸収合併され解散。

## アスキーエンタテインメントソフトウェアコンテスト
1995年から2001年にかけて「アスキーエンタテインメントソフトウェアコンテスト」が開催されていた（ただし第5回のみ「エンターブレインゲームコンテスト」の名称で開催）。公式ページによると「新しい可能性を秘めた作品とクリエイターを発掘すること」を目的としたコンテストであり、ゲーム作品や音楽作品を募集していた。
主な受賞作としては、『クック・ドゥ・ドゥル・ドゥー』（第1回グランプリ）・『コープスパーティー』・『LOST SHEEP』・『まおうさたんのえにっき』（いずれも第2回最優秀賞）・『ぬいぐるず』・『ALLTYNEX』（いずれも敢闘賞）・『BOOBY SHOW』（第3回準グランプリ）・『落雀』（パーソナルコンピューター作品賞）・『囚人へのペル・エム・フル』（アスキーツクール作品賞）・『パレット』（第4回グランプリ）・『Moon Whistle』（佳作）・『噴式』（第5回最優秀賞）・『盗人講座』（入賞）がある。

## アスキー出身者が関係する企業
- インプレスホールディングス -アスキー 創業者の塚本慶一郎によって1992年に創業。
- アクセラ - アスキー元常務の小島文隆らによって1996年に設立。ゲーム雑誌や競馬雑誌を手がけるが、2000年に倒産。
- アイキューブネット -アスキー元常務浜田義史によって1996年末に設立。格安インターネットFAXサービスを手がけるが、1999年1月に倒産。
- アスキーソリューションズ - 2002年5月にユニゾン・キャピタル元社員の田北幸治とアスキー元取締役の松田辰夫他が休眠会社のユニゾン・ストラテジック・アドバイザーズの株式を取得。6月にアスキーの1事業部を引継ぎ独立する形で営業を開始。2008年7月にエー・エス・アイ株式会社に商号変更し、民事再生法の適用を申請。8月にアセンディア（現・フューチャーインスペース ）に事業を譲渡。
- 株式会社アストロアーツ - 子会社アストロアーツ（アスキーの二代目法人）の社長だった大熊正美がアストロアーツの事業継承し独立。
- パリティビット - 元アスキー社員の薗部博之が1996年に創業。
- インターネット総合研究所 - アスキー元取締役の藤原洋が設立。
- 株式会社イード - 子会社ダイレクトの取締役だった宮川洋が代表取締役を務めている。
- Eストアー - 子会社アスキーエクスプレス、アスキーネットの取締役だった石村賢一が1999年に設立。
- 株式会社タイムドメイン - アスキー総合研究所（アスキー未来研究所）のオーディオ・ラボ所長だった由井啓之が設立。
- インターネットイニシアティブ - 元アスキー社員の深瀬弘恭が設立に参加し初代社長や会長を歴任。
- 株式会社アットマーク・アイティ - 元アスキー社員の藤村厚夫が2000年に創業。2005年3月にアイティメディア株式会社に吸収合併。
- 日本マイクロソフト - 元取締役の古川享がマイクロソフトに引き抜かれる形でマイクロソフト株式会社の社長と会長を歴任。